# Potamonautes montivagus
Potamonautes montivagus é uma espécie de crustáceo da família Potamonautidae.
É endémica do Malawi.
Os seus habitats naturais são: rios.